# Первобелянская волость (Изюмский уезд)
Первобелянская во́лость — историческая административно-территориальная единица Изюмского уезда Харьковской губернии с волостным правлением в селе Белянском.
По состоянию на 1885 год состояла из 14 поселений, 15 сельских общин. Население — 3269 человек (1759 человек мужского пола и 1510 — женского), 548 дворовых хозяйств.
|                       | Площадь | В т.ч. пахотной |
| --------------------- | ------- | --------------- |
| Сельских общин        | 2172    | 948             |
| Частной собственности | 12907   | 4481            |
| Другой собственности  | 120     | 40              |
| В целом               | 15199   | 5469            |

Основные поселения волости:
- Белянское - бывшее владельческое село при реке Кривой Торец в 60 верстах от уездного города Изюма. В селе волостное правление, 88 дворов, 427 жителей, православная церковь, лавка, ярмарка (17 марта). В 1 версте - железнодорожная станция Краматорская.

Храмы волости:
- Архидиаконо-Стефановская церковь в селе Белянском.